# HD 69148
HD 69148，又名BD+62 991，SAO 14500、HR 3245，是一颗恒星，视星等为5.71，位于銀經154，銀緯33.93，其B1900.0坐标为赤經8h 10m 35.1s，赤緯+62° 33.93′ 58″。